# Биологическая война
Биологическая война — широкомасштабное, заранее спланированное использование возбудителей инфекционных болезней (патогенов) и продуктов их жизнедеятельности (токсинов) в качестве средств поражения популяции людей или её части, сельскохозяйственных животных, посевов сельскохозяйственных культур, заражения продовольствия и источников воды, а также порчи некоторых видов военного снаряжения и военных материалов, с целью лишить или ослабить их бое- или дееспособность, дезорганизовать управление войсками и экономикой, а также системы медицинского обеспечения, что в целом призвано способствовать достижению стратегических целей. Патогенные организмы, микроорганизмы или их споры, вирусы, прионы, бактериальные токсины, заражающие людей и животных, предназначенные для массового поражения живой силы и населения противника, сельскохозяйственных животных, посевов сельскохозяйственных культур, заражения продовольствия и источников воды, а также порчи некоторых видов военного снаряжения и военных материалов называют биологическим оружием. Биологическое оружие включает также средства доставки патогенных микроорганизмов и животных-переносчиков и является оружием массового поражения.
Биологическая война подпадает под строгий нормативный запрет. Наступательная биологическая война в международных вооруженных конфликтах является военным преступлением в соответствии с Женевским протоколом 1925 года и несколькими договорами по международными гуманитарному праву. В частности, Конвенция о биологическом оружии 1972 года запрещает разработку, производство, приобретение, передачу, накопление запасов и применение биологического оружия. Напротив, оборонительные биологические исследования в профилактических, защитных или других мирных целях не запрещены конвенцией.
Биологическая война отличается от войны с применением других видов оружия массового уничтожения, включая ядерную войну, химическую войну и радиологическую войну. Ни одно из них не считается обычным оружием, которое применяется в первую очередь из-за его взрывного, кинетического или зажигательного потенциала.
Биологическое оружие может использоваться различными способами для получения стратегического или тактического преимущества над противником, либо путем угроз, либо путем фактического применения. Как и некоторые виды химического оружия, биологическое оружие также может быть использовано в качестве оружия ограничения территории. Эти агенты могут быть смертельными или несмертельными и могут быть направлены против одного человека, группы людей или даже всего населения. Они могут разрабатываться, приобретаться, накапливаться или использоваться национальными государствами или отдельными группами лиц. В последнем случае, или если национальное государство использует его тайно, это также может считаться биотерроризмом. Биотерроризм — воздействие биологическими агентами на отдельных лиц или групп людей, преследующие цели устрашения и шантажа, причем не только самих инфицированных лиц и групп, но и тех, кто их окружает, но не стал прямым объектом атаки.
Биологическая и химическая война в некоторой степени пересекаются, поскольку использование токсинов, вырабатываемых некоторыми живыми организмами, рассматривается в соответствии с положениями как конвенцией о биологическом оружии, так и конвенции о химическом. Токсины и психохимическое оружие часто называют агентами среднего спектра. В отличие от биологического оружия, эти агенты среднего спектра не размножаются в организме хозяина и обычно характеризуются более короткими инкубационными периодами.

## Обзор
Биологическая атака, может привести к большим жертвам среди гражданского населения и нанести серьёзный ущерб экономической и социальной инфраструктуре.
Страна или группа, способная создать реальную угрозу массовых жертв, имеет возможность изменить условия взаимодействия с другими странами или группами. Если пересчитать массу оружия и затраты на его разработку и хранение, биологическое оружие обладает разрушительным потенциалом и гибелью людей, значительно превосходящим ядерное, химическое или обычное оружие. Соответственно, биологическое оружие потенциально может рассматриваться такими странами или группами в качестве стратегических средств сдерживания, в дополнение к их использованию в качестве наступательного оружия на поле боя.
Серьезной проблемой биологической войны, как тактического оружия военного назначения, является то, что для того, чтобы она стала эффективной, потребуются несколько дней, и поэтому она не может немедленно остановить противостоящую силу. Некоторые биологические агенты (оспа, лёгочная чума) обладают способностью передаваться от человека к человеку воздушно-капельным путём. Эта особенность может быть нежелательной, поскольку патогены могут передаваться с помощью этого механизма непреднамеренному населению, включая нейтральные или даже дружественные силы. Хуже того, такое оружие может «ускользнуть» из лаборатории, в которой оно было разработано, даже если не было намерения его использовать — например, заразив исследователя, который затем передаст его во внешний мир, прежде чем поймёт, что он заражён. Известно несколько случаев заражения и смерти исследователей от вируса Эбола, с которым они работали в лаборатории (хотя больше никто в этих случаях не заразился) — при этом нет никаких доказательств того, что их работа была направлена на биологическое оружие, оно демонстрирует возможность случайного заражения даже для осторожных исследователей, полностью осознающих опасность. Хотя сдерживание биологического оружия вызывает меньшую озабоченность у некоторых преступных или террористических организаций, оно остается серьёзной проблемой для военного и гражданского населения практически всех стран.

### Энтомологическая война
Энтомологическая война — это тип биологической войны, которая использует насекомых, чтобы атаковать врага. Концепция существовала веками, и исследования и разработки продолжались в современную эпоху. Энтомологическое оружие имело боевое применение Японией, и несколько других стран разработали и были обвинены в использовании программы энтомологической войны. Насекомые могут использоваться либо в непосредственно как оружие или в качестве векторов для доставки биологического агента, такого как чума. По сути, такая война может существует тремя способами. Один способ включает в себя заражение насекомых патогеном и затем распространение насекомых в целевых областях, где насекомые действуют как переносчик, заражая любого человека или животного, которого они могут кусать. Другой вариант применения — это прямая атака насекомых на сельскохозяйственные культуры; насекомое может не быть заражено каким-либо патогеном, а представляет само собой угрозу для сельского хозяйства. В последнем методе используются неинфицированные насекомые, такие как пчёлы или осы, чтобы непосредственно атаковать противника.

## История

### Античность и средневековье
Рудиментарные формы биологической войны практиковались с древних времён. Самый ранний документально подтверждённый случай намерения применить биологическое оружие зафиксирован в хеттских текстах 1500—1200 гг. до н. э., когда жертв неизвестной чумы (возможно, туляремии) загоняли на вражеские земли, вызывая эпидемию. Ассирийцы отравили вражеские колодцы грибом спорыньи, но с неизвестными результатами. Скифские лучники макали свои стрелы, а римские солдаты свои мечи в экскременты и трупы — в результате жертвы обычно заражались столбняком. В 1346 году тела умерших от чумы монгольских воинов Золотой Орды были переброшены через стены осаждённого крымского города Каффы. Специалисты расходятся во мнениях относительно того, стала ли эта операция причиной распространения Чёрной смерти в Европе, на Ближнем Востоке и в Северной Африке, в результате чего погибло около 25 миллионов европейцев.
Биологические агенты широко использовались во многих частях Африки с шестнадцатого века нашей эры, большую часть времени в виде отравленных стрел или порошка, разбрасываемого на фронте войны, а также для отравления лошадей и водоснабжения вражеских войск. В Боргу (регион на северо-западе Нигерии и на севере Республики Бенин) существовали особые смеси, которые убивали, гипнотизировали, делали врага дерзким, а также действовали как противоядие от яда врага. Создание биологических препаратов было уделом особого профессионального класса врачей.

### 18—19 века
Во время войны с французами и индейцами, в июне 1763 года, группа коренных американцев осадила удерживаемый британцами форт Питт. Следуя указаниям своего начальника, полковника Анри Буке, командующий фортом Питт, капитан швейцарского происхождения Симеон Экайер, приказал своим людям взять заражённые оспой одеяла из лазарета и передать их делегации ленапе во время осады. В результате зарегистрированной вспышки, начавшейся ещё весной, с 1763 по 1764 год в штате Огайо погибло до ста коренных американцев. Неясно, была ли оспа результатом инцидента в форте Питте или вирус уже присутствовал среди населения штата, поскольку вспышки происходили сами по себе каждое десятилетие, и делегаты встретились снова позже и, по-видимому, не заразились оспой. Во время войны за независимость США офицер Континентальной армии Джордж Вашингтон упомянул Континентальному конгрессу, что до него дошли слухи от моряка о том, что его противник во время осады Бостона, генерал Уильям Хау, намеренно отправил мирных жителей из города в надежде распространить продолжающуюся эпидемию оспы на американские позиции; Вашингтон написал, что он «вряд ли может поверить» этому утверждению. Вашингтон уже сделал прививки своим солдатам, уменьшив эффект эпидемии. Некоторые историки утверждали, что подразделение Корпуса Королевской морской пехоты, дислоцированное в Новом Южном Уэльсе, Австралия, намеренно использовало там оспу в 1789 году. Доктор Сет Карус заявляет: «В конечном счёте, у нас есть веские косвенные доказательства, подтверждающие теорию о том, что кто-то намеренно заразил оспой аборигенное население».

### Первая мировая война
К 1900 году микробная теория и достижения бактериологии вывели на новый уровень сложности методы возможного использования биологических агентов на войне. Биологический саботаж в виде сибирской язвы и сапа был предпринят по поручению имперского правительства Германии во время Первой мировой войны (1914—1918) и не дал никаких результатов. Женевский протокол 1925 года запрещал первым применять химическое и биологическое оружие против граждан противника в международных вооружённых конфликтах.

### Вторая мировая война
С началом Второй мировой войны Министерство снабжения Соединённого Королевства организовало в Портон-Дауне программу биологической войны, которую возглавил микробиолог Пол Филдс. Исследование было поддержано Уинстоном Черчиллем, и вскоре токсины туляремии, сибирской язвы, бруцеллеза и ботулизма стали эффективно использоваться в качестве оружия. В частности, остров Грюинард в Шотландии был заражён сибирской язвой в ходе серии масштабных испытаний, продолжавшихся в течение следующих 56 лет. Хотя Великобритания никогда не использовала разработанное ею биологическое оружие в наступательных целях, её программа стала первой, которая успешно превратила в оружие различные смертельные патогены и внедрила их в промышленное производство. Другие страны, особенно Франция и Япония, начали свои собственные программы биологического оружия.
Когда Соединённые Штаты вступили в войну, ресурсы союзников были объединены по просьбе Великобритании. Затем в 1942 году США создали крупную исследовательскую программу и промышленный комплекс в Форт-Детрике, штат Мэриленд, под руководством Джорджа Мерка. Разработанное в тот период биологическое и химическое оружие было испытано на полигоне Дагвэй в штате Юта. Вскоре появились мощности для массового производства спор сибирской язвы, бруцеллеза и токсинов ботулизма, хотя война закончилась прежде, чем это оружие могло найти широкое оперативное применение.
Самая известная программа того периода осуществлялась секретным подразделением 731 Императорской японской армии во время войны, базирующимся в Пинфане в Маньчжурии и которым командовал генерал-лейтенант Сиро Исии. Это исследовательское подразделение по созданию биологического оружия часто проводило эксперименты на людях со смертельным исходом над заключенными и производило биологическое оружие для боевого применения. Хотя японским усилиям не хватало технологической сложности американских или британских программ, они намного превзошли их в широком применении и неизбирательной жестокости. Биологическое оружие применялось против китайских солдат и мирных жителей в нескольких военных кампаниях. В 1940 году ВВС Японии бомбили Нинбо керамическими бомбами, полными блох, переносчиков бубонной чумы. Многие из этих операций оказались неэффективными из-за неэффективных систем доставки, хотя погибло до 400 000 человек. Во время Чжэцзян-Цзянсийской операции в 1942 году около 1700 японских солдат погибли из общего числа 10 000 японских солдат, которые заболели болезнью, когда их собственная атака с применением биологического оружия отразилась на их собственные силы.
В последние месяцы Второй мировой войны Япония планировала использовать чуму в качестве биологического оружия против гражданского населения США в Сан-Диего, штат Калифорния, во время операции «Ночное цветение сакуры», но он не был выполнен из-за капитуляции Японии 15 августа 1945 года.

### Холодная война
В Великобритании в 1950-х годах как биологическое оружие были разработаны вирусы чумы, бруцеллёза, туляремии, а позднее — вирусы энцефаломиелита лошадей и коровьей оспы, но в 1956 году эта программа была отменена в одностороннем порядке. Лаборатории биологического оружия армии США разработали в качестве оружия сибирскую язву, туляремию, бруцеллез, Ку-лихорадку и другие.
В 1969 году президент США Ричард Никсон решил в одностороннем порядке прекратить программу наступательного биологического оружия США, разрешив только научные исследования в целях защиты. Это решение придало импульс переговорам о запрете биологического оружия, которые проходили с 1969 по 1972 год на конференции Комитета ООН по разоружению в Женеве. Результатом этих переговоров стала Конвенция о биологическом оружии, которая была открыта для подписания 10 апреля 1972 года и вступила в силу 26 марта 1975 года после ее ратификации 22 государствами.
Несмотря на то, что Советский Союз был участником и депозитарием конвенции о биологическом оружии, он продолжал и расширял свою масштабную программу наступательного биологического оружия под руководством якобы гражданского учреждения «Биопрепарат». Советский Союз привлек международное подозрение после утечки сибирской язвы в Свердловске в 1979 году, в результате которой погибло от 65 до 100 человек.

### Арабо-израильская война 1948 года
По словам историков Бенни Морриса и Бенджамина Кедара, Израиль провел операцию биологической войны под кодовым названием «Операция «Брось свой хлеб»» во время арабо-израильской войны 1948 года. Первоначально использовались брюшнотифозные бактерии для заражения колодцев в недавно очищенных арабских деревнях, чтобы предотвратить возвращение населения, включая ополченцев. Позже кампания биологической войны расширилась и включила в себя еврейские поселения, которым грозила непосредственная опасность быть захваченными арабскими войсками, а также населённые арабские города, не подлежащие захвату. Были также планы распространить кампанию биологической войны на другие арабские государства, включая Египет, Ливан и Сирию, но они не были реализованы.

## Международное право
Международные ограничения на биологическую войну начались с Женевского протокола 1925 года, который запрещает использование, но не владение или разработку биологического и химического оружия в международных вооруженных конфликтах. После ратификации Женевского протокола несколько стран сделали оговорки относительно его применимости и использования в качестве возмездия. Из-за этих оговорок на практике это было только соглашение о «неприменении первым».
Конвенция о биологическом оружии 1972 года дополняет Женевский протокол, запрещая разработку, производство, приобретение, передачу, накопление и использование биологического оружия. Вступив в силу 26 марта 1975 года, Конвенция стала первым многосторонним договором в области разоружения, запрещающим производство целой категории оружия массового уничтожения. По состоянию на март 2021 года участниками договора стали 183 государства. В преамбуле договора в отношении биологического оружия говорится, что его «использование противоречило бы совести человечества». Конвенция устанавливает строгую глобальную норму против биологического оружия. Однако её эффективность была ограничена из-за недостаточной институциональной поддержки и отсутствия какого-либо официального режима проверки для мониторинга соблюдения.
В 1985 году была создана Австралийская группа — многосторонний режим экспортного контроля 43 стран, целью которого является предотвращение распространения химического и биологического оружия.
В 2004 году Совет Безопасности ООН принял резолюцию 1540, которая обязывает все государства-члены ООН разработать и обеспечить соблюдение соответствующих правовых и нормативных мер против распространения химического, биологического, радиологического и ядерного оружия и средств его доставки, в частности, предотвратить распространение оружия массового поражения среди негосударственных субъектов.

## Биотерроризм
Биологическое оружие трудно обнаружить, оно экономично и просто в использовании, что делает его привлекательным для террористов. Стоимость биологического оружия оценивается примерно в 0,05 процента от стоимости обычного оружия, чтобы вызвать аналогичное количество массовых жертв на квадратный километр. Более того, их производство очень простое, поскольку обычная технология может быть использована для производства боевых биологических агентов, подобных той, что используется в производстве вакцин, пищевых продуктов, распылительных устройств, напитков и антибиотиков. Основным фактором биологической войны, привлекающим террористов, является то, что они могут легко скрыться до того, как правительственные учреждения или секретные службы даже начнут свое расследование. Это связано с тем, что потенциальный инфекционный агент имеет инкубационный период от 3 до 7 дней прежде, чем начинают проявляться результаты, тем самым давая террористам преимущество. Кроме того, использование эндемичного инфекционного агента может вызвать путаницу из-за невозможности отличить биологическую военную атаку от естественной эпидемии. Для некоторых возбудителей существует потенциальная возможность вторичной или третичной передачи путем передачи от человека к человеку или естественными переносчиками.
Метод редактирования генома CRISPR-Cas9, сейчас настолько дешёв и широко доступен, что учёные опасаются, что любители начнут экспериментировать с ними. В этом методе последовательность ДНК обрезается и заменяется новой последовательностью, например, той, которая кодирует определённый белок, с целью изменения свойств организма. Возникли опасения относительно организаций, занимающихся исследованиями в области биологии «сделай сам», из-за связанного с ними риска того, что мошеннический исследователь-любитель своими руками может попытаться разработать опасное биологическое оружие, используя технологию редактирования генома.
В 2002 году, когда CNN ознакомился с экспериментами «Аль-Каиды» с неочищенными ядами, они выяснили, что она начала планировать атаки с применением рицина и цианида с помощью разрозненной ассоциации террористических ячеек. Сообщники проникли во многие страны, такие как Турция, Италия, Испания, Франция и другие. В 2015 году в целях борьбы с угрозой биотерроризма исследовательская группа «Blue-Ribbon» по биозащите выпустила Национальный план биологической защиты. Кроме того, 233 потенциальных случая воздействия избранных биологических агентов за пределами первичных барьеров биоконтроля в США были описаны в годовом отчёте Федеральной программы Select Agent Program.
Хотя система проверки может снизить уровень биотерроризма, сотрудник или террорист-одиночка, обладающий достаточными знаниями об объектах биотехнологической компании, может создать потенциальную опасность, используя ресурсы этой компании без надлежащего надзора. Более того, было обнаружено, что около 95 % несчастных случаев, произошедших из-за низкого уровня безопасности, были совершены сотрудниками или теми, кто имел допуск к секретной деятельности.

## Генетика
Теоретически, новые подходы в биотехнологии, такие как синтетическая биология, могут быть использованы в будущем для разработки новых типов боевых биологических агентов.
Ожидаемые пути генетической модификации:
- создание штаммов, против которых существующие вакцины неэффективны;
- устойчивость к терапевтически полезным антибиотикам или противовирусным агентам;
- повышение вирулентности патогена или или модификация непатогена до вирулентного;
- увеличение возможности передачи патогена;
- изменение диапазона хозяев патогена;
- для избегания применения инструментов диагностики/обнаружения;

Большинство проблем биобезопасности в синтетической биологии сосредоточены на роли синтеза ДНК и риске получения генетического материала смертельных вирусов (например, испанского гриппа 1918 года, полиомиелита) в лабораторных условиях. Система CRISPR-Cas стала многообещающим методом редактирования генов. Газета Washington Post назвала это «самым важным нововведением в области синтетической биологии почти за 30 лет». В то время как другим методам для редактирования последовательностей генов требуются месяцы или годы, CRISPR ускоряет это время до недель. Из-за своей простоты использования и доступности он вызвал ряд этических проблем, особенно связанных с его использованием в сфере биохакинга.